# Autobahnring Hangzhou
Der Autobahnring von Hangzhou (chinesisch 杭州绕城高速公路, Pinyin Hángzhōu ràochéng gāosù gōnglù, englisch Hangzhou Ring Expressway), chin. Abk. G2504, ist ein lokaler Autobahnring rund um die Metropole Hangzhou im Osten der Volksrepublik China. Er weist eine Länge von 123 km auf. Auf dem Ostteil des Autobahnrings verläuft die Autobahn G60.